# Lazareti, Dubrovnik
Lazareti je dubrovniška mestna bolnišnica za nalezljive bolezni.
V vzhodnem mestnem predelu Ploče se ob morju vzpenja poslopje velikih lazaretov, ki so bili pozidani za potrebe karantene, za tuje pomorščake, trgovce in potnike, da bi se tako preprečile okužbe in morebitne epidemije. Tekom 15. stoletja so sezidali velike lazarete v mestnem predelu Danč, zahodno od mesta, v 16. stoletju pa so tovrstna poslopja sezidali na otoku Lokrumu. Lazarete v Pločah so zidali od konca 16. stoletja do začetka 18. stoletja. Ležijo na prikladnem mestu ob nekdanji cesti proti Trebinju, po kateri so v mesto prihajale karavane iz turškega zaledja. Samo poslopje sestoji iz več vzporednih podolžnih prostorov, v katere se prihaja z dvoriščne strani. Manjše stražarnice gledajo na cesto. Vsa poslopja lazaretov so še danes dobro ohranjena.